# Christophe Lebas
Pour les articles homonymes, voir Lebas.
Christophe Lebas, né à Cherbourg (Manche) le 13 août 1969, est un navigateur et un skipper professionnel français. Personnalité du circuit Figaro, il est aujourd'hui préparateur et conseiller en météo et optimisation de différents bateaux.

## Biographie
Christophe Lebas apprend la voile à Cherbourg et devient, à vingt ans, skipper du voilier Cherbourg du Tour de France à la voile. 
En 1996, il se lance sur le circuit Figaro et termine douzième de la Solitaire et premier bizuth.  Il confirme son potentiel au cours des deux saisons suivantes, marquées par une 14e puis une 8e place dans la Solitaire, grâce à laquelle il termine à la 6e place du championnat de France de course au large en solitaire. En 2000, il termine 6e de la Transat AG2R puis à 9e place de la Solitaire, après avoir remporté la première étape entre Arcachon et Bilbao. À l'arrivée de la deuxième étape à Saint-Nazaire, accompagné de Florence Arthaud et tous deux en état d'ébriété, il a une violente altercation avec les propriétaires d'un hôtel de la ville.
Réputé bon météorologue,, il intègre l'équipe du Suisse Bernard Stamm et bat avec lui le record de la traversée de l'Atlantique Nord à la voile à bord du 60 pieds Open Armor Lux. En 2003, les deux hommes partent favoris de la Transat Jacques-Vabre, après la victoire du Suisse dans le tour du monde Around Alone 2002-2003. Mais la blessure du Suisse, mal retombé dans une vague, les contraint à l'abandon. L'année 2004 est consacrée à la préparation du Vendée Globe 2004-2005, supervisée par Christophe Lebas. Mais la perte de la quille de Cheminées Poujoulat lors de la Transat anglaise prive Bernard Stamm du tour du monde.
Christophe Lebas est alors recruté par le Team Banque populaire et devient le boat captain du trimaran Banque populaire IV de Pascal Bidégorry. En 2005, il fait un retour remarqué au Figaro et termine 26e de la Solitaire 2006. En parallèle, il poursuit ses activités de préparateurs en accompagnant Servane Escoffier, avec qui il prend le départ de la Transat AG2R, avant d'abandonner au large de Madère en raison d'une casse d'étai. Il prend ensuite le départ de Cannes-Istanbul et termine quatorzième. Fidèle à sa réputation de partisan des options radicales, Lebas est l'un des animateurs de la Solitaire 2006, dont il termine à la 26e place,.
Considéré comme l'un des prétendants à la victoire dans la Solitaire 2007, il termine à la 23e place, après notamment une 4e place dans la deuxième étape. Il forme avec le Havrais Christophe Coatnan un duo normand pour la Transat Jacques-Vabre 2007, qu'il court sur le Class40 Groupe Partouche, avec une arrivée à Itajai en sixième place.

## Palmarès
- 1996 : 12e de la Solitaire du Figaro
- 1997 : 14e de la Solitaire du Figaro
- 1998 : 8e de la Solitaire du Figaro
- 1999 : 42e de la Solitaire du Figaro
- 2000 : 
  - 9e de la Solitaire du Figaro (Victoire d'étape à Bilbao)
  - 6e de la Transat AG2R

- 2001 : 
  - 24e de la Solitaire du Figaro
  - Record de la traversée de l'Atlantique avec Bernard Stamm, en 8 jours, 20 heures, 55 minutes et 35 secondes

- 2002 : 2e de la Regata Rubicom, avec Bernard Stamm
- 2003 : 4e de la Calais Round Britain Race, avec Bernard Stamm

- 2006 : 
  - 14e de Cannes-Istanbul
  - 26e de la Solitaire du Figaro sur le Figaro Connivence

- 2007 : 
  - 23e de la Solitaire du Figaro sur le Figaro Lola
  - 6e de la Transat Jacques-Vabre avec Christophe Coatoan sur le Class40 Groupe Cartouche

- 2008 : 29e de la solitaire du Figaro sur le Figaro Lola
- 2012 : 8e de la Transat Transat AG2R
- 2015 : 5e de la Normandy Channel Race en double avec Louis Duc